# Ben Proud
Benjamin Proud (Londres, 21 de setembro de 1994) é um nadador britânico.

## Início da vida
Proud nasceu em Londres em 21 de setembro de 1994, filho de Nic e Sally Proud. A família mudou-se para a Malásia quando ele tinha cinco meses de idade, e ele cresceu em Damansara, Kuala Lumpur. Ele tem um irmão, Oliver. Ele frequentou a Escola Alice Smith do jardim de infância até o 12º ano da escola. Na Alice Smith, ele competiu pela escola e foi treinado por Francis Kiu, um nadador profissional da Malásia. Ele nadou pela equipe de natação da escola, KLASS Torpedoes, representando-os em muitas competições internacionais de natação. Ele nadou no Aberto da Malásia, vencendo os 50 m borboleta e ficando em segundo lugar nos 50 m livre. Suas muitas competições de natação no Sudeste Asiático incluíram a competição Flying Fish em Phuket, Tailândia.
Em 2011, quando tinha 16 anos, ele retornou à Inglaterra para seguir carreira na natação e ingressou no Plymouth College como bolsista de natação. Depois de terminar a escola, ele frequentou a University of St Mark & St John, onde estudou para um diploma em Desenvolvimento Esportivo e Treinamento. Proud foi treinado por Jon Rudd no Plymouth Leander Swimming Programme na Inglaterra, antes de se mudar para treinar no Energy Standard International Swim Club na Turquia em 2017.

## Carreira
No Campeonato Mundial de Esportes Aquáticos de 2017, Proud se classificou como o quarto nadador mais rápido nas semifinais dos 50m borboleta, mas ganhou um ouro surpresa na final com um tempo recorde nacional de 22,75 segundos. Ele ganhou mais um bronze nos 50m livre em 21,43 segundos.
Nos Jogos da Commonwealth de 2018, realizados na Gold Coast, Austrália, Proud ganhou prata como parte da equipe de revezamento com David Cumberlidge, Jarvis Parkinson e James Guy, que ficou em segundo lugar nos eventos de estilo livre 4 × 100 m. Ele quebrou seu próprio recorde dos Jogos nas eliminatórias dos 50 m livre com 21,45 segundos, depois 21,30 nas semifinais e venceu a final em 21,35. Ele também ganhou uma prata no medley 4 × 100 m com Adam Peaty, James Guy e Luke Greenbank. Ele quebrou seu próprio recorde britânico de estilo livre de 50 m no encontro Sette Colli em Roma, postando um recorde da Commonwealth de 21,16 na final para se tornar o quarto artista mais rápido de todos os tempos na distância.
Após vencer os 50 metros livres no Campeonato de Natação Aquática da Grã-Bretanha de 2024, Proud garantiu sua vaga nas Olimpíadas de Verão de 2024. Em 2 de agosto de 2024, ele ficou em 2º lugar na final dos 50 metros livres.